# Imbolc

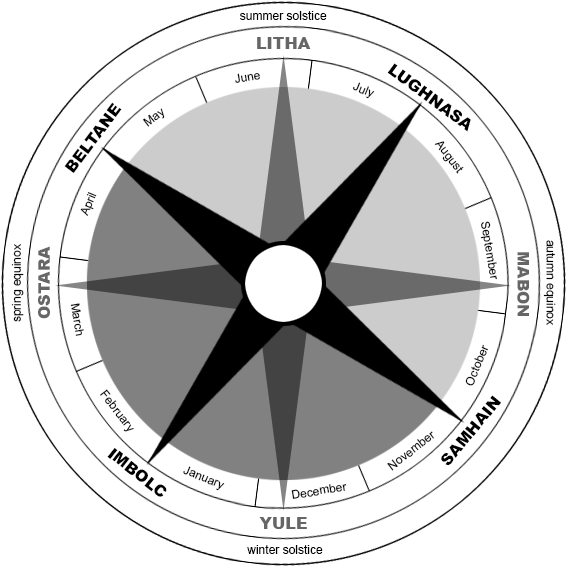
Posizionamento di Imbolc nella ruota dell'anno.

Imbolc (AFI: [ɪˈmˠɔlˠɡ]), detta anche Imbolic, Oimelc o Giorno di santa Brigida (in irlandese: Lá Fhéile Bríde, in scozzese gaelico: Là Fhèill Brìghde, in mannese: Laa'l Breeshey), è l'antica festa del culmine dell'inverno presso le nazioni celtiche di lingua gaelica.
Cadeva tradizionalmente il 1º febbraio, data mediana tra il solstizio d'inverno e l'equinozio di primavera, ma la celebrazione iniziava già al tramonto del giorno precedente in quanto nel calendario celtico il giorno incominciava appunto dal tramonto del sole. 
In Irlanda sancisce tradizionalmente l'inizio della primavera.

## Descrizione
Il termine Imbolc in irlandese significa «in grembo», in riferimento alla gravidanza delle pecore, così come Oimelc sta per «latte ovino», a indicare che in origine si trattava di una festa legata alle pecore da latte. In questo periodo venivano infatti alla luce gli agnellini e le pecore producevano latte. Il latte fresco, il formaggio, il burro e il siero, nonché i pasticci fatti con le code mozzate degli agnelli, costituivano spesso la differenza tra la vita e la morte per le persone anziane e i bambini, durante il gelo pungente di febbraio.
La festività celebrava la luce, espressa dall'allungamento della durata del giorno, e la speranza per l'arrivo della primavera. Era tradizione perciò celebrarla accendendo lumini e candele.
In epoca cristiana la festa di Imbolc venne equiparata alla Candelora. Poiché la festa pagana era sotto gli auspici della dea Brígit, si trasformò nella ricorrenza di Santa Brigida.
Nel mondo romano analogamente la Dea Februa (Giunone) veniva celebrata alle calende di febbraio.
Nel neopaganesimo e in particolare nella wicca, Imbolc è uno degli otto sabbat e si celebra il primo o il 2 febbraio (data quest'ultima più utilizzata in America, forse per sovrapposizione con la Candelora), mentre nell'emisfero australe si celebra in agosto.